# خورگردان
خورگردان، روستایی از توابع بخش مرکزی شهرستان رودسر در استان گیلان ایران است.

## جمعیت
این روستا در دهستان رضامحله قرار دارد و براساس سرشماری مرکز آمار ایران در سال ۱۳۸۵، جمعیت آن ۱۲ نفر (۵خانوار) بوده‌است.